# グローバル HR フォーラム
グローバル HR フォーラム(Global HR Forum)は毎年11月ソウルで開催される国際的な大規模のフォーラムである。
グローバル化の拡張により 人的資源のグローバル競争力が核心的な問題になっている現実に対応、教育科学技術部, 韓国経済新聞, 韓国職業能力開発院3機関の共催に2006年創設した。グローバル HR フォーラムは“人材が未来だ!”(Global Talent, Global Prosperity!)という スローガン下で各国の 政府, 企業, 学界の有名なが集まって創造的人材養成に対して議論する。総会,分科会の,特別講演,深層討議,専門家会議などの形式で構成される。

## 前回フォーラム
- 第 1回 グローバル HR フォーラム 2006 (Global HR Forum 2006) 
  - 日　時: 2006年 11月 8日 ~ 11月 10日
  - 参加規模: 14国  3,000名
  - フォーラム主題:  Global Talent, Global Prosperity!（人材が未来だ!）
  - フォーラム構成: 2トラック, 　13セッション
  - 主要講師: 　ビル・ゲイツ, マイクロソフト社 会長

　　　　　　　　　　　 ポール・ウォルフォウィッツ, 世界銀行 総裁
　
　　　　　　　　　　　 ベルテル・ホーダー, デンマーク 教育部長官
- 第 2回 グローバル HR フォーラム 2007 (Global HR Forum 2007) 
  - 日　時: 2007年 10月 23日 〜 10月 25日
  - 参加規模: 35国 4, 000名
  - フォーラム主題:　HR Solutions for the Next Generation（次世代人材戦略）
  - フォーラム構成: 4トラック, 23セッション
  - 主要講師: バン・ギムン, UN事務総長

　　　　　　　　　　　 ビル・クリントン, 前　アメリカ大統領
　　　　　　　　　　　 アリアス・サンチェス, コスタリカ 大統領
- 第 3回 グローバル HR フォーラム  (Global HR Forum 2008)
  - 日　時: 2008年 11月 4日 ~ 11月 6日
  - 参加規模: 43国 5.000名
  - フォーラム主題: Creative Talents for Global Collaboration (創造的人材とグローバル協力)
  - フォーラム構成: 5トラック, 30セッション
  - 主要講師: ジャック・ウェルチ, 前 ゼネラル・エレクトリック会長

　　　　　　　　　　　 クレイグ・バーレット, インテル 理事会　議長
　　　　　　　　　　　 マーチン・フェルドスタイン, NBER 前会長
　　　　　　　　　　　 寺島　実路, 日本総合研究所　会長

## 関連サイト
- グローバル HR フォーラム
- Global HR Forum 2009 (YouTube)